# Momentos (álbum de Warcry)
Momentos es el primer álbum recopilatorio de la banda española de power metal WarCry. Fue lanzado al mercado el 17 de noviembre de 2017. El disco recoge las baladas más representativas de la discografía de WarCry, que incluye un tema completamente inédito

## Lista de canciones
| N.º | Título                                | Duración |  |
| 1.  | «Cada vez» (Nueva versión)            | 4:53     |  |
| 2.  | «Nana» (Versión acústica)             | 3:56     |  |
| 3.  | «Un mar de estrellas»                 | 6:54     |  |
| 4.  | «El más triste adiós»                 | 5:30     |  |
| 5.  | «Sin tu voz»                          | 5:59     |  |
| 6.  | «El amor de una madre»                | 4:56     |  |
| 7.  | «La vida en un beso»                  | 4:25     |  |
| 8.  | «Recuérdalo»                          | 4:33     |  |
| 9.  | «No te abandonaré»                    | 4:33     |  |
| 10. | «La venganza del amor» (Tema inédito) | 4:15     |  |

## Formación
- Víctor García - Vocalista
- Pablo García - Guitarrista
- Roberto García - Bajo
- Santi Novoa - Teclados
- Rafael Yugueros - Batería